# Nuggets de Dawson City

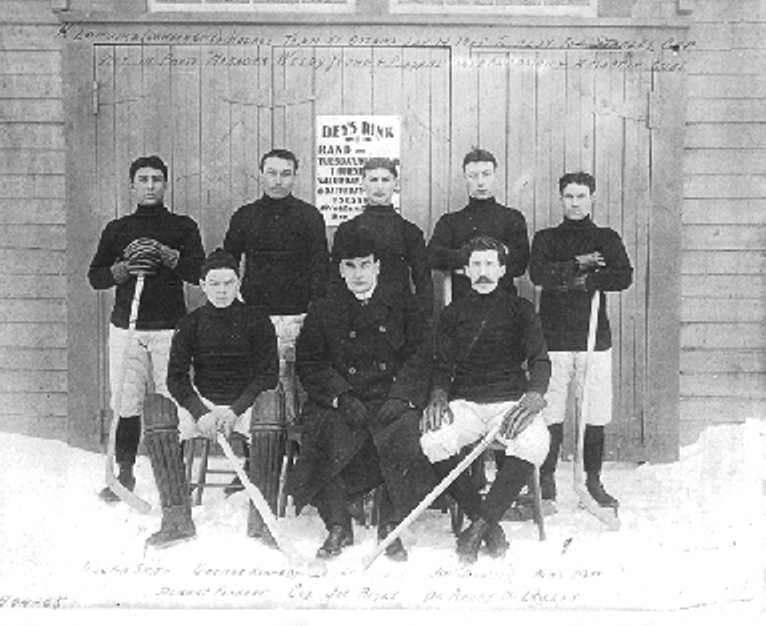
L'équipe en 1905 avant le départ de Dawson City pour lancer le défi à Ottawa.

Les Nuggets de Dawson City sont une équipe de hockey sur glace du début du XXe siècle basée à Dawson City dans le  territoire du Yukon au Canada. Elle est connue pour avoir lancé un défi aux champions en titre de la Coupe Stanley en janvier 1905, les Sénateurs d'Ottawa, la ville de Dawson City étant alors la plus petite ville de toute l'histoire à avoir défié les détenteurs de la coupe.

## Le défi

### L'idée de Boyle
Au début de l'histoire de la Coupe Stanley, n'importe quelle équipe de hockey du Canada peut lancer un défi aux champions en titre de la Coupe Stanley. Quatre équipes de hockey jouent dans la Dawson Hockey League :  les joueurs de la North-West Mounted Police, ceux du service municipal, les joueurs de l'Association des athlètes amateurs et enfin une équipe ouverte à tous les joueurs de la ville et surnommée les Eagles ; les femmes de la ville jouent également au hockey dans l'équipe des Victorias ou des Dawsons. Joe Whiteside Boyle, riche prospecteur de Toronto, est à la base de la création des Nuggets, une sélection des meilleurs joueurs du championnat. Il décide de lui faire parcourir une randonnée d'environ 6 400 kilomètres pour aller défier les champions en titre de la Coupe, les fameux Sénateurs, alors surnommés Silver Seven.
Weldy Young est nommé capitaine et entraîneur de l'équipe, Norman Watt, Hector Smith et Georges Kennedy sont les attaquants de l'équipe, Watt sur l'aile gauche, Smith au centre et Kennedy à droite. Docteur Randy McLennan est le rover de l'équipe alors que les défenseurs de l'équipe sont Jimmy Johnstone et Lorne Hannay, juste devant Albert Forrest, le gardien de but de l'équipe. Hannay est rentré chez lui à Brandon et rejoint l'équipe par la suite sur la route pour Ottawa. Archie Martin est le dernier joueur de l'équipe à quitter la ville du Yukon. Le premier match est prévu pour le 13 janvier 1905 et Boyle calcule le trajet afin que ses joueurs puissent arriver le 9 et aient ainsi quatre jours pour se reposer et se préparer dans les meilleures conditions. Professionnellement, Young ne peut pas partir en même temps que le reste de son équipe et il ne rejoindra l'équipe qu'après les deux rencontres contre Ottawa.

### Le voyage

Trajet des Nuggets à travers le Canada.

Les joueurs font leur départ le 19 décembre 1904 de Dawson City pour rejoindre la capitale du territoire,  Whitehorse, soit à bicyclettes, soit en traîneau à chiens, comme Martin, Kennedy et Smith. 500 kilomètres ainsi que des violentes tempêtes de neiges et de vent séparent les deux villes et ils sont obligés de marcher une bonne partie du parcours. Ils mettent treize jours à faire le trajet et de la capitale du Yukon, ils prennent ensuite le train pour la ville de Skagway en Alaska.
Ils sont censés y prendre un bateau en direction de Vancouver mais à leur arrivée dans l'Alaska, les sept joueurs apprennent que leur bateau, le S.S. Amur, est parti deux heures plus tôt et qu'ils doivent attendre cinq jours avant de pouvoir continuer leur voyage au bord du S.S. Dolphin. Enfin, en Colombie-Britannique, les joueurs prennent le train du Canadien Pacifique qui traverse le pays d'est en ouest et ils arrivent après 23 jours de train à Ottawa, le 11 janvier 1905.

### Les matchs

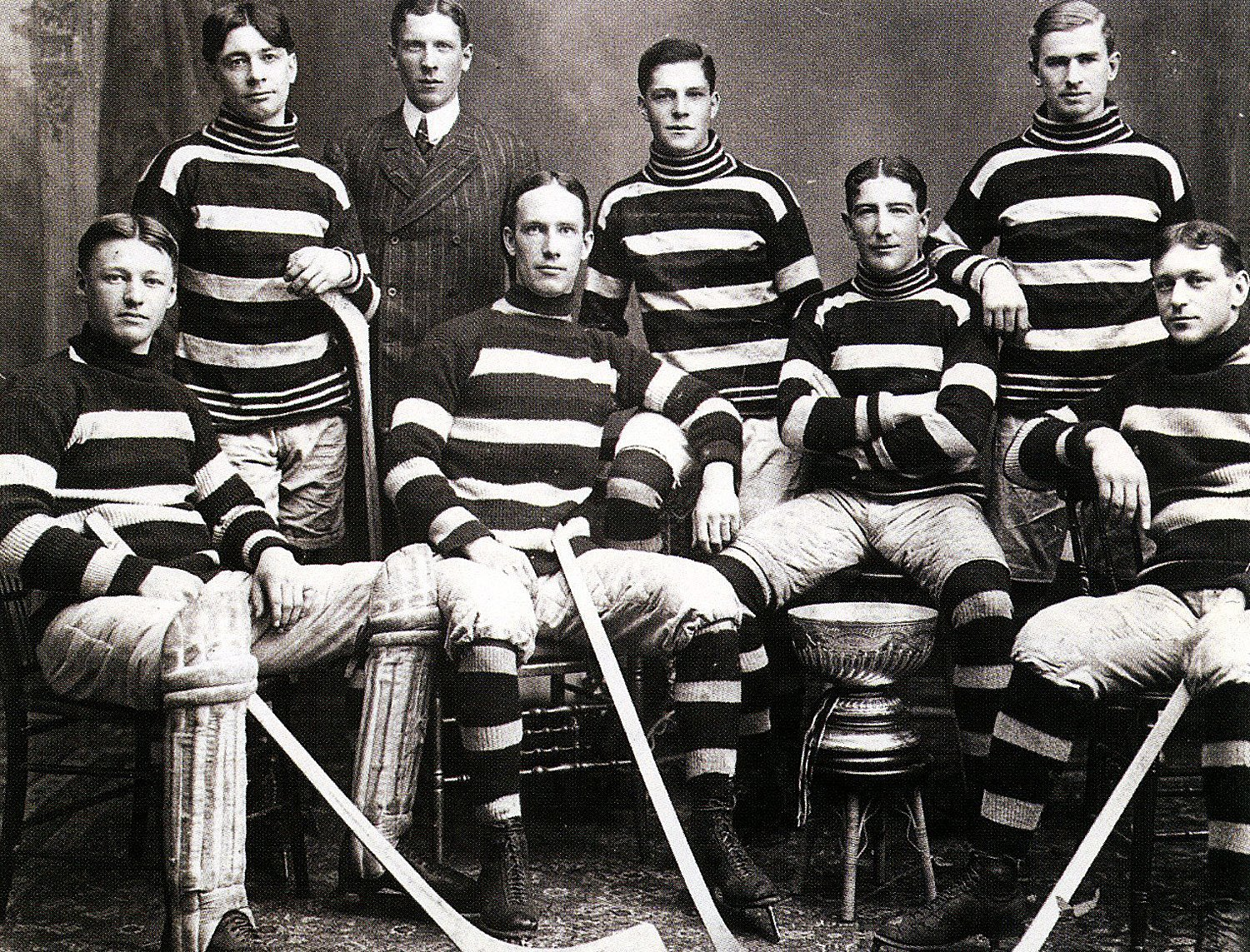
Les Silver Seven champions de la Coupe avec McGee debout au fond à droite.

La date initialement prévue pour la première confrontation entre les Nuggets et les Silver Seven est celle du 13 janvier 1905 et malgré la demande des Nuggets, les Sénateurs refusent de déplacer les deux matchs prévus dans l'aréna de Dey. Malgré tout, les joueurs des Sénateurs accueillent de la meilleure manière qu'ils peuvent leurs adversaires en leur donnant accès à l'Ottawa Amateur Athletic Club.
2 200 personnes assistent à cette première rencontre entre les joueurs locaux en rouge, noir et blanc et ceux du Yukon en noir rayé de couleur or. Les joueurs du Nord-Ouest font un bon début de match mais leur énergie baissant de plus en plus au fur et à mesure que le temps passe ; au bout d'une période de jeu, les Sénateurs d'Ottawa mènent 3-1 mais le score est plus sévère à la fin du match : Ottawa l'emporte 9-2. À l'issue du match, Norman Watt fait l'erreur de critiquer le célèbre Frank McGee des Sénateurs, annoncé comme un joueur vedette malgré son unique œil valide, mais n'ayant marqué qu'un seul but sur les neuf de son équipe.
McGee inscrit quatre buts lors de la première moitié du second match puis un record de dix de plus lors de la seconde moitié pour la victoire 23-2 d'Ottawa dont huit points consécutifs en neuf minutes et parmi ces huit buts, quatre en 140 secondes. Le jeune gardien de but de dix-sept ans, Forest, semble être le seul joueur de l'équipe à sortir du lot en réalisant de nombreux arrêts décisifs, les journaux de l'époque affirmant même que sans lui le score aurait fini au double. La victoire 23-2 des Sénateurs est le plus haut score jamais marqué dans un match comptant pour la Coupe Stanley,.
L'équipe des Nuggets rentre par la suite à Dawson City en jouant de nombreux matchs de galas à la fois au Canada mais également aux États-Unis. Les joueurs arrivent finalement dans le territoire de Yukon le 5 avril et certains joueurs décident même de faire le parcours entre Whitehorse et leur ville à pied. C'est ainsi le cas de Forest, premier joueur à être de retour à Dawson City en ayant fait le trajet à pied en sept jours.